# Sverige i olympiska sommarspelen 1992
Sverige deltog vid olympiska sommarspelen 1992 i Barcelona.

## Medaljer
| Guld | Silver | Brons | Totalt antal medaljer |
| ---- | ------ | ----- | --------------------- |
| 1    | 7      | 4     | 12                    |

### Guld
- Jan-Ove Waldner - Bordtennis, singel herrar

### Silver
- Thomas Johansson - Brottning, supertungvikt
- Patrik Sjöberg - Friidrott, höjdhopp
- Gunnar Olsson och Kalle Sundqvist - Kanot, K2 1000m
- Agneta Andersson och Susanne Gunnarsson - Kanot, K2 500m
- Anders Holmertz - Simning, 200 m frisim
- Anders Holmertz, Tommy Werner, Lars Frölander och Christer Wallin - Simning, 4*200 m frisim
- Handbollslandslaget (Magnus Andersson, Robert Andersson, Anders Bäckegren, Per Carlén, Magnus Cato, Erik Hajas, Robert Hedin, Patrik Liljestrand, Ola Lindgren, Mats Olsson, Staffan Olsson, Axel Sjöblad, Tommy Suoraniemi, Tomas Svensson, Pierre Thorsson, Magnus Wislander)

### Brons
- Torbjörn Kornbakk - Brottning, weltervikt
- Agneta Andersson, Maria Haglund, Anna Olsson och Susanne Rosenqvist - Kanot, K4 500m
- Anders Holmertz - Simning, 400m frisim
- Ragnar Skanåker - Skytte, frispistol

## Bågskytte
Damernas individuella
- Jenny Sjöwall — Sextondelsfinal, 18:e plats (0-1)
- Liselotte Djerf — Sextondelsfinal, 28:e plats (0-1)
- Kristina Persson — Rankningsrunda, 34:e plats (0-0)

Damernas lagtävling
- Sjöwall, Djerf och Persson — Kvartsfinal, 5:e plats (1-1)

## Cykling
Damernas linjelopp
- Marie Höljer
  - Final — 2:05:03 (→ 9:e plats)

- Elisabeth Westman
  - Final — 2:05:03 (→ 27:e plats)

- Madeleine Lindberg
  - Final — 2:05:46 (→ 38:e plats)

## Fotboll
Herrar
Gruppspel
| Nr | Lag          | S | V | O | F | GM | IM | MS | P |
| -- | ------------ | - | - | - | - | -- | -- | -- | - |
| 1  | Sverige U23  | 3 | 1 | 2 | 0 | 5  | 1  | +4 | 4 |
| 2  | Paraguay U23 | 3 | 1 | 2 | 0 | 3  | 1  | +2 | 4 |
| 3  | Sydkorea U23 | 3 | 0 | 3 | 0 | 2  | 2  | 0  | 3 |
| 4  | Marocko U23  | 3 | 0 | 1 | 2 | 2  | 8  | −6 | 1 |

Slutspel
|  | Kvartsfinaler         | Kvartsfinaler         |                       |   | Semifinaler | Semifinaler |  |  | Final | Final |
|  |                       |                       |                       |   |             |             |  |  |       |       |
|  | 1 augusti - Valencia  |                       |                       |   |             |             |  |  |       |       |
|  |                       |                       |                       |   |             |             |  |  |       |       |
|  | Spanien U23           | 1                     |                       |   |             |             |  |  |       |       |
|  | Spanien U23           | 1                     | 5 augusti - Valencia  |   |             |             |  |  |       |       |
|  | Italien U23           | 0                     |                       |   |             |             |  |  |       |       |
|  | Italien U23           | 0                     | Spanien U23           | 2 |             |             |  |  |       |       |
|  | 1 augusti - Barcelona |                       | Spanien U23           | 2 |             |             |  |  |       |       |
|  |                       | Ghana U23             | 0                     |   |             |             |  |  |       |       |
|  | Paraguay U23          | Ghana U23             | 0                     | 2 |             |             |  |  |       |       |
|  | Paraguay U23          |                       | 8 augusti - Barcelona | 2 |             |             |  |  |       |       |
|  | Ghana U23             | 4                     |                       |   |             |             |  |  |       |       |
|  | Ghana U23             | 4                     | Polen U23             | 2 |             |             |  |  |       |       |
|  | 2 augusti - Zaragoza  |                       | Polen U23             | 2 |             |             |  |  |       |       |
|  |                       | Spanien U23           | 3                     |   |             |             |  |  |       |       |
|  | Polen U23 (e.f.)      | Spanien U23           | 3                     | 2 |             |             |  |  |       |       |
|  | Polen U23 (e.f.)      | 5 augusti - Barcelona |                       | 2 |             |             |  |  |       |       |
|  | Qatar U23             | 0                     |                       |   |             |             |  |  |       |       |
|  | Qatar U23             | 0                     | Polen U23             | 6 |             |             |  |  |       |       |
|  | 2 augusti - Barcelona |                       | Polen U23             | 6 |             |             |  |  |       |       |
|  |                       | Australien U23        | 1                     |   | Bronsmatch  | Bronsmatch  |  |  |       |       |
|  | Sverige U23           | Australien U23        | 1                     | 1 | Bronsmatch  | Bronsmatch  |  |  |       |       |
|  | Sverige U23           |                       | 7 augusti - Barcelona | 1 |             |             |  |  |       |       |
|  | Australien U23        | 2                     |                       |   |             |             |  |  |       |       |
|  | Australien U23        | 2                     | Australien U23        | 0 |             |             |  |  |       |       |
|  |                       |                       |                       |   |             |             |  |  |       |       |
|  | Ghana U23             | 1                     |                       |   |             |             |  |  |       |       |
|  | Ghana U23             | 1                     |                       |   |             |             |  |  |       |       |

## Friidrott
Herrarnas 400 meter häck
- Niklas Wallenlind
  - Heat — 48,71
  - Semifinal — 48,35
  - Final — 48,63 (→ 5:e plats)

- Sven Nylander
  - Heat — 49,49
  - Semifinal — 49,64 (→ gick inte vidare)

Herrarnas 5 000 meter
- Jonny Danielson
  - Heat — 13:43,91 (→ gick inte vidare)

Herrarnas 20 kilometer gång
- Stefan Johansson — 1:28:37 (→ 15:e plats)

Herrarnas 50 kilometer gång
- Stefan Johansson — 3:58:56 (→ 11:e plats)

Herrarnas tiokamp
- Sten Ekberg — 8 136 poäng (→ 9:e plats)

Herrarnas tresteg
- Tord Henriksson
  - Kval — 15,66 m (→ gick inte vidare)

Herrarnas spjutkastning
- Dag Wennlund
  - Kval — 77,88 m (→ gick inte vidare)

- Patrik Bodén
  - Kval — 77,70 m (→ gick inte vidare)

- Peter Borglund
  - Kval — 74,72 m (→ gick inte vidare)

Herrarnas släggkastning
- Tore Gustafsson
  - Kval — 73,52 m (→ gick inte vidare)

Herrarnas kulstötning
- Sören Tallhem
  - Kval — 19,65 m
  - Final — 19,32 m (→ 12:e plats)

- Kent Larsson
  - Kval — 18.56 m (→ gick inte vidare)

Damernas 400 meter häck
- Frida Johansson
  - Heat — 56,13
  - Semifinal — 55,85 (→ gick inte vidare)

- Monica Westén
  - Heat — 56,68 (→ gick inte vidare)

Damernas 10 kilometer gång
- Madelein Svensson
  - Final — 45:17 (→ 6:e plats)

## Fäktning
Herrarnas florett
- Ola Kajbjer

Herrarnas värja
- Péter Vánky
- Thomas Lundblad
- Ulf Sandegren

Herrarnas värja, lag
- Mats Ahlgren, Jerri Bergström, Thomas Lundblad, Ulf Sandegren, Péter Vánky

## Handboll
Herrar
Gruppspel
| Lag             | Pld | W | D | L | GF  | GA  | GD  | Poäng |
| --------------- | --- | - | - | - | --- | --- | --- | ----- |
| Sverige         | 5   | 5 | 0 | 0 | 120 | 86  | +44 | 10    |
| Island          | 5   | 3 | 1 | 1 | 101 | 99  | +2  | 7     |
| Sydkorea        | 5   | 3 | 0 | 2 | 114 | 117 | −3  | 6     |
| Ungern          | 5   | 2 | 0 | 3 | 102 | 108 | −6  | 4     |
| Tjeckoslovakien | 5   | 1 | 1 | 3 | 94  | 92  | +2  | 3     |
| Brasilien       | 5   | 0 | 0 | 5 | 96  | 125 | −29 | 0     |

| Results         | Sverige | Island | Sydkorea | Ungern | Tjeckoslovakien | Brasilien |
| --------------- | ------- | ------ | -------- | ------ | --------------- | --------- |
| Sverige         |         | 25–18  | 28–18    | 25–21  | 20–14           | 22–15     |
| Island          | 18–25   |        | 26–24    | 22–16  | 16–16           | 19–18     |
| Sydkorea        | 18–28   | 24–26  |          | 22–18  | 20–19           | 30–26     |
| Ungern          | 21–25   | 16–22  | 18–22    |        | 20–18           | 27–21     |
| Tjeckoslovakien | 14–20   | 16–16  | 19–20    | 18–20  |                 | 27–16     |
| Brasilien       | 15–22   | 18–19  | 26–30    | 21–27  | 16–27           |           |

Slutspel
|  | Semifinaler | Semifinaler |    |           | Final      | Final |  |
|  |             |             |    |           |            |       |  |
|  |             |             |    |           |            |       |  |
|  | Sverige     | 25          |    |           |            |       |  |
|  | Frankrike   | 22          |    |           |            |       |  |
|  |             |             |    |           |            |       |  |
|  |             |             |    |           |            |       |  |
|  |             |             |    |           | Sverige    | 20    |  |
|  |             | OSS         | 22 |           |            |       |  |
|  |             |             |    |           |            |       |  |
|  |             |             |    |           |            |       |  |
|  |             |             |    |           | Bronsmatch |       |  |
|  |             |             |    |           |            |       |  |
|  | OSS         | 23          |    | Frankrike | 24         |       |  |
|  | Island      | 19          |    |           | Island     | 20    |  |

## Modern femkamp
Herrarnas individuella tävling
- Håkan Norebrink
- Per Nyqvist
- Per-Olov Danielsson

Herrarnas lagtävling
- Håkan Norebrink, Per Nyqvist och Per-Olov Danielsson

## Segling
Herrarnas lechner
- Magnus Torell
  - Slutligt resultat — 157,0 poäng (→ 13:e plats)

Damernas lechner
- Lisa Gullberg
  - Slutligt resultat — 182,0 poäng (→ 16:e plats)

## Simhopp
Herrarnas 3 m
- Joakim Andersson
  - Kval — 376,68 poäng
  - Final — 562,74 poäng (→ 9:e plats)

## Tennis
Herrsingel
- Stefan Edberg
  - Första omgången — Förlorade mot Andrei Tjesnokov (Förenade laget) 0-6, 4-6, 4-6

- Magnus Larsson
  - Första omgången — Besegrade Horst Skoff (Österrike) 6-2, 6-2, 6-3
  - Andra omgången — Besegrade Guy Forget (Frankrike) 6-3, 6-3, 6-1
  - Tredje omgången — Förlorade mot Emilio Sánchez (Spanien) 4-6, 6-7, 7-6, 4-6

- Magnus Gustafsson
  - Första omgången — Besegrade Owen Casey (Irland) 7-6, 6-1, 6-4
  - Andra omgången — Förlorade mot Jordi Arrese (Spanien) 2-6, 6-4, 1-6, 6-3, 7-9

Herrdubbel
- Stefan Edberg och Anders Järryd
  - Första omgången — Förlorade mot Jim Courier och Pete Sampras (USA) 6-1, 3-6, 6-4, 6-7, 4-6

Damsingel
- Catarina Lindqvist
  - Första omgången — Förlorade mot Angélica Gavaldón (Mexiko) 4-6, 3-6

## Tyngdlyftning
Herrarnas 100 kg
- Bijan Rezaei — 365 kg (10:e plats)